# Nefrotom
Nefrotom – segmentowy odcinek mezodermy pośrodkowej (pośredniej) występujący u zarodków kręgowców. Nefrotomy położone są u zarodków na całej długości tułowia, poniżej kręgosłupa. Rozwijają się z nich narządy moczotwórcze: przednercze, śródnercze i zanercze.